# British Film Institute
Pour les articles homonymes, voir BFI.
Le British Film Institute (BFI) est un établissement public établi par charte royale et qui a pour but d'« encourager le développement des arts du film, de la télévision et du cinéma dans tout le Royaume-Uni, de promouvoir leur utilisation en tant qu'enregistrement de la vie et des habitudes contemporaines, de promouvoir de façon générale la formation aux films, à la télévision et au cinéma, de promouvoir tant l’accès à la plus grande gamme possible de films britanniques et mondiaux que leur appréciation, et d’établir, conserver et développer des collections reflétant l’histoire et le patrimoine du cinéma du Royaume-Uni. »

## Activités du BFI

### Programmation de films

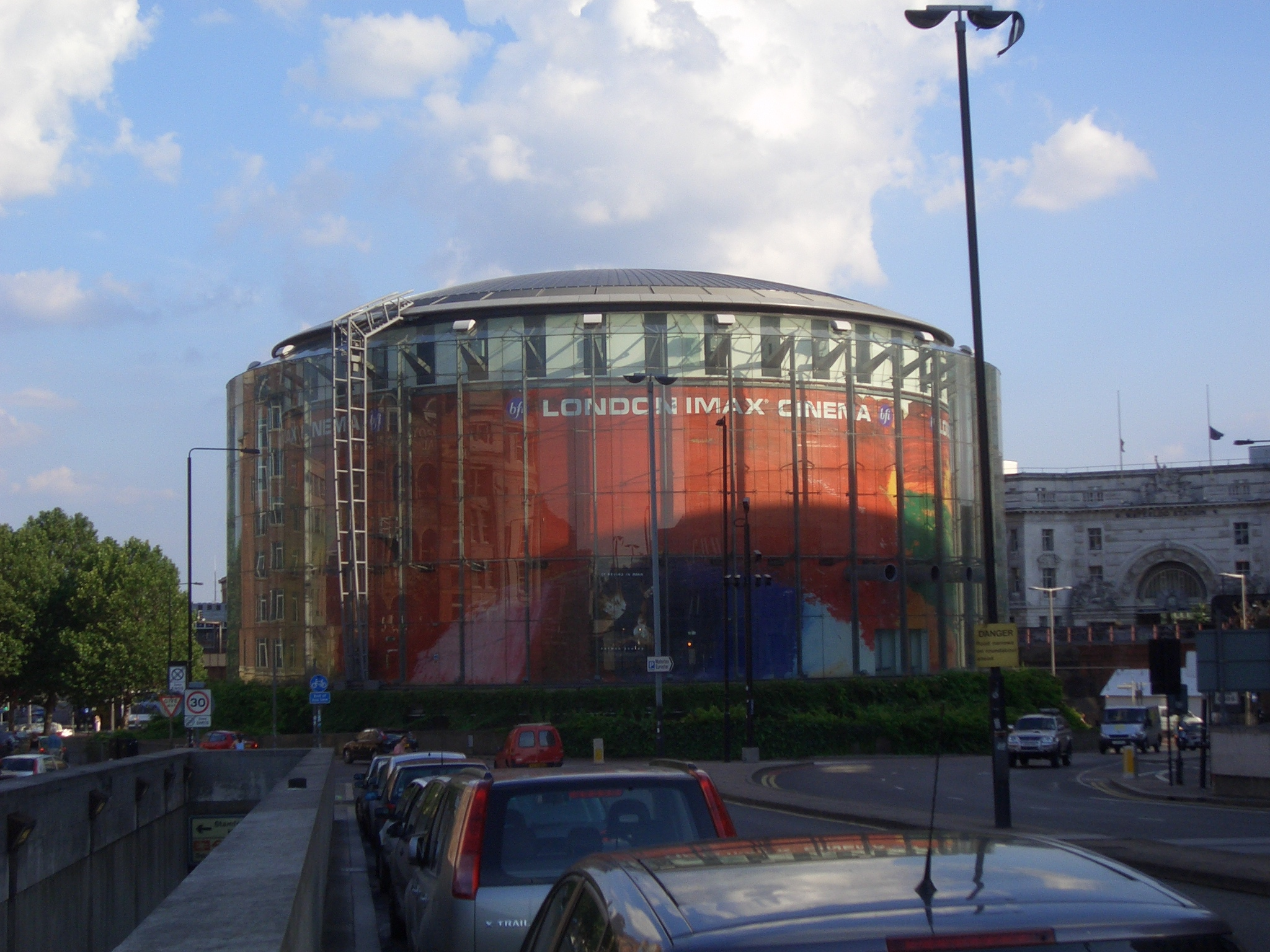
La salle IMAX de Londres

Le BFI a une approche globale du cinéma, programmant dans ses salles des films du monde entier. Il gère :
- le BFI Southbank (en) (auparavant nommé National Film Theatre), situé sur la rive sud de la Tamise, à Londres ;
- et, à proximité du précédent, la salle IMAX, qui possède le plus grand écran de Grande-Bretagne.

Tandis que la salle IMAX présente des films récents promouvant cette technologie, le BFI Southbank a une approche de type cinéma d'art et d'essai, présentant des films d'auteur ou d'intérêt historique qui ne seraient sans cela présentés sur les écrans.
Le BFI distribue par ailleurs des films d'archives à d'autres cinémas ; plus de 800 salles britanniques et un bon nombre de salles étrangères louent tous les ans des films au BFI.

### Édition de revue, films et livres
Le BFI publie :
- La revue mensuelle Sight and Sound, fondée en 1932 ;
- Des DVD ;
- Des livres sur des sujets divers liés au cinéma ou à la télévision.

### Festivals
Tous les ans, le BFI organise et présente deux festivals de cinéma :
- Le Festival du film de Londres[1] ;
- Le Festival du film gay et lesbien de Londres.

### Archives cinématographiques
Le BFI gère et développe les plus grandes archives cinématographiques du monde (National Film and Television Archive), qui contiennent environ 500 000 œuvres cinématographiques et télévisuelles.
En outre, le BFI gère une collection d'environ 7 millions de photographies de cinéma ou de télévision.
Le BFI gère aussi une importante base de données (SIFT, Summary of Information on Film and Television) qui contient les personnes au générique (des acteurs aux techniciens), ainsi qu'un résumé et d’autres données, sur des films du monde entier.

## Gestion du BFI
Basé à Londres, le BFI est géré par un directeur, dont le travail est supervisé par un conseil comportant au maximum 15 membres (« trustees ») dont un président. Le président est nommé par le Secrétaire d’État à la Culture, aux Médias et aux Sports, sur recommandation du Film Council. Les autres membres sont cooptés par les membres existants, et leur nomination approuvée par le Film Council.
- Depuis 2020, le directeur du BFI est Ben Roberts[2], qui a succédé à Amanda Nevill (en), en poste depuis 2003 ;
- Depuis 2016, le président en est Josh Berger (en)[3], qui a succédé à Greg Dyke, en poste depuis 2008[4].

### Budget
Le BFI a trois sources de revenus, par ordre décroissant : 
- Des fonds publics alloués par le Ministère de la Culture, des Médias et des Sports via le Film Council (15 millions de livres environ en 2003) ;
- Ses activités commerciales (BFI Southbank, salle IMAX, etc. ; 10 millions de livres environ en 2003) ;
- Des subventions et dons provenant de sources diverses – National Lottery essentiellement ; J.Paul Getty, Jr. fit une donation d’environ 1 million de livres à sa mort en 2003.

## Histoire du BFI
La fondation du BFI remonte à 1933. Bien que cette fondation ait eu lieu à la suite d'un rapport public portant sur « Le film et la vie nationale », le BFI fut créé en tant que société privée, et reçut tout au long de son histoire des fonds publics. À la suite du rapport Radcliffe de 1948, qui recommanda que le BFI se focalise sur l'appréciation de l'art cinématographique plutôt que sur la production de films, le BFI perdit d'une part la promotion de la production de films au profit de la British Film Academy, et d'autre part le contrôle de la production de films éducatifs au profit du National Committee for Visual Aids in Education.
En 1988, le BFI ouvrit à Londres le Museum of the Moving Image (Musée du cinéma). Mais ce musée ne fut pas un succès, et la fermeture temporaire de 1999 devint définitive en 2002.
L’Institut reçut la charte royale en 1983. Elle fut modifiée en 2000, lorsque le Film Council fut créé pour gérer ses activités.